# Красная мантия (фильм)
«Красная мантия» другое название — Сага о викинге или Хагбард и Сигне (исл. Rauða skikkjan, дат. Den røde kappe, швед. Den röda kappan) — совместный датско-шведско-исландский исторический художественный  фильм, снятый режиссёром Габриелем Акселем в 1967 году.
Премьера фильма состоялась 25 февраля 1967 г. (Швеция), 16 января 1967 г. (Дания). Фильм — участник конкурсной программы Каннского кинофестиваля 1967 года. Стал обладателем технического приза (Mention spéciale du grand prix method) фестиваля.
Фильм посмотрели в СССР 25 000 000 зрителей.

## Сюжет
В основу фильма положен сюжет из хроники датского историка XII столетия Саксона Грамматика «Деяния данов».
Рассказывает о трагической истории любви в стиле Ромео и Джульетты. В основе сюжета — выбор невесты и кровная месть в Скандинавии: три брата — викинга Хагбард , Хельвин и Хамунд отправляются, чтобы отомстить за убитого отца конунгу Сигвору. Они сошлись в поединке с его сыновьями в течение целого дня. Видя, что силы противников равны, Сигвор зовет бесстрашного викинга Хагбарда и его братьев в свой дом, чтобы вместе испить чашу мира.
На праздновании старший сын Хагбард и дочь конунгу Сигвора прекрасная Сигне внезапно находят свою любовь. Но красавица Сигне обещана другому — Хильдегизлю, Хагбард решает увезти девушку с собой. Её богатый нареченный жених, положивший глаз на Сигне и чьё коварство не знает границ, вынашивает дьявольские замыслы и делает всё, чтобы погубить их любовь…
С помощью слепого Бёльвиса он сеет недоверие в сердца молодой пары. Затем, когда Хагбард уезжает с товарищем на охоту на волков, остальные сталкиваются в поединке. На берегу фьорда убивают Хельвина и Хамунда, а прибывший Хагбард, спровоцированный хитростью Хильдегизла, без лишних слов убивает братьев любимой девушки. Затем конунг Сигвор объявляет его вне закона. Переодевшись в женскую одежду, Хагбард пробирается во двор своих врагов, чтобы похитить Сигне. Но служанка узнает его, и многочисленные слуги Сигвора хватают его. Хагбард умирает на виселице; Сигне совершает самоубийство .

## В ролях
- Олег Видов — Хагбард
- Эва Дальбек — королева (дубляж — Светлана Коновалова)
- Гуннар Бьёрнстранд — король Сигвор (дубляж — Сергей Курилов)
- Хеннинг Пальнут — Хенк
- Фольмер Рубек — Хельвин
- Йорген Ланц — конунг Хамунд
- Гитте Хеннинг — Сигне (дубляж — Валентина Хмара)
- Йоханнес Мейер — Бельвис, слепец (дубляж — Михаил Глузский)
- Манфред Реддеманн — Хильдегизль (дубляж — Владимир Прокофьев)
- Сиссе Рейнгаард — Ригмор
- Биргитте Федерспиль — мать Хагбарда (дубляж — Марианна Стриженова)
- Лисбет Мовин — Бенгерд
- Якоб Нилсен — эпизод (нет в титрах)
- Пол Райхгардт — эпизод (нет в титрах)